# 大叶藻科
大叶藻科（拉丁語：Zosteraceae），也稱為甘藻科，异叶藻属已併入大叶藻属，所以共有2属约26种，广泛分布在全球的海洋中，是咸水生植物，中国沿海分布有2属5种。
本科植物为沉水草本，生于低潮的礁石间，有匍匐茎或块茎，茎细长分支；叶线形，基部有鞘；花单性，被毛，雌雄同株或异株。一般能形成巨大的海草床。
1981年的克朗奎斯特分类法将其分入茨藻目，1998年根据基因亲缘关系分类的APG 分类法将其合并到泽泻目内。